# تود سويفت
تود سويفت هو شاعر كندي، ولد في 8 أبريل 1966 في مونتريال في كندا.

## وصلات خارجية
- الموقع الرسمي
- تود سويفت على موقع IMDb (الإنجليزية)
- تود سويفت على موقع ميوزك برينز (الإنجليزية)